# Vampyressa villai
Vampyressa villai é uma espécie de morcego da família Phyllostomidae. Ocorre somente nos estados de Oaxaca, Guerrero e Veracruz no México. O estado de conservação da espécie ainda não foi avaliado pela União Internacional para a Conservação da Natureza.

## Taxonomia
É a espécie mas recentemente descrita no gênero. É similar à Vampyressa thyone, podendo ser diferenciada pelo tamanho maior do antebraço e características do cranio, dente e pelagem . A espécie nova foi revelada em 2019, quando sequencias de DNA mitocondrial mostraram que um espécime de Guerrero, México, seria uma linhagem distinta. Dados genéticos, testes de delimitação de espécies e características da pelagem e esqueleto demonstraram se tratar de uma espécie distinta . O nome da espécie é uma homenagem a Bernardo Villa Ramírez (4 de maio, 1911 – 21 de novembro, 2006), um dos primeiros mastozoólogos mexicanos e autor de inúmeros livros e artigos científicos sobre morcegos.

## Descrição
É uma das menores espécies de Vampyressa, com o antebraço medindo entre 30 e 32 milímetros de comprimento. Assim como todos os integrantes do gênero, os morcegos desta espécie têm um focinho curto e dois pares de faixas brancas próximo aos olhos.
Os morcegos da espécie têm a pelagem do dorso marrom amarelada e não possuem listra branca dorsal. O crânio em vista lateral tem a região nasal mais inclinada que em Vampyressa thyone.

## Distribuição ehabitat
Esses morcegos são conhecidos de áreas de florestas a nível do mar, mas também foram registradas a 2.200 metros acima do nível do mar.

## Dieta e comportamento
Nada se sabe sobre a dieta da espécie. As outras espécies do gênero são frugívoras e possuem uma nítida preferência na ingestão de figos, apesar de se alimentar ocasionalmente de outras frutas.

## Conservação
A espécie não foi avaliada quanto a seu estado de conservação. No entanto ocorre ao longo de uma área relativamente pequena onde há atividades turísticas no sudoeste do México. Portanto, os autores consideram que a espécie possa estar ameaçada.